# Abdalcáder Guilani
Abdalcáder Guilani (Abdul-Qadir Gilani; c. 1077 - c. 1166) foi um teólogo e Sufista, fundador da Confraria dos cadiritas.